# Giovanni Battista Ferrari (cardenal)
Para el botánico italiano del mismo nombre, véase Giovanni Battista Ferrari (1584-1655).
Giovanni Battista Ferrari (Módena, c. 1450 - Roma, 20 de julio de 1502) fue un eclesiástico italiano, obispo de Módena y de Capua, cardenal de San Crisógono, datario y hombre de confianza de Alejandro VI. 

## Biografía

### Vida
Hijo del notario Giovanni Ferrari y de Verde Alberghetti y dedicado desde muy joven en la carrera eclesiástica, tras doctorarse en derecho en la Universidad de Padua sentó plaza como protonotario apostólico en Roma. Bajo el patrocinio del cardenal Rodrigo de Borja
fue abreviador y secretario del rey Juan II de Aragón.
Su carrera se impulsó con el ascenso al papado de su mentor el cardenal Borgia: en 1495 fue nombrado referendario, asistente del cardenal Ascanio Sforza en la expedición de bulas y obispo de Módena sucediendo al difunto Giovanni Andrea Boccacci, aunque nunca residió en la sede, gobernándola mediante vicarios desde Roma,  primero Giovanni de Viscatis y después Antonio Calori. 
Fue representante del duque Ercole de Este en Roma, y regente de la Cancillería apostólica durante un breve periodo, y tuvo una participación destacada en el matrimonio de Lucrecia Borgia con Alfonso I de Este y en la organización del jubileo de 1500. 
En el consistorio de septiembre de 1500 fue creado cardenal, recibiendo el título de San Crisógono, y en agosto de 1501 recibió la arquidiócesis de Capua, vacante por la muerte de Juan López, reteniendo el obispado de Módena.
Sin embargo fue su actividad al frente de la dataría apostólica desde 1496 la que le dio fama: en una época en que los Estados Pontificios estaban embarcados en su lucha contra el Imperio otomano de Bayezid II y los Borgia intentaban controlar la Romaña en la Guerra italiana de 1499-1501, la habilidad de Ferrari para procurar dinero a las arcas de la Santa Sede lo convirtió en un personaje imprescindible en la política de Alejandro VI, aunque los métodos que utilizó para ello le hicieron aborrecible entre sus contemporáneos: 
la venalidad de los cargos, si bien era una práctica heredada de la Edad Media y admitida en su tiempo, alcanzó durante la dataría de Ferrari una dimensión desproporcionada hasta convertirse en costumbre cotidiana, haciéndole ganar reputación de hombre implacable y avaricioso, hasta el punto de que la mayor parte de sus contemporáneos y de los historiadores que posteriormente se ocuparon de su vida lo señalaron por su mal ejemplo.  

Si Dios escuchase las plegarias de todos en esta tierra, no se levantaría del lecho, sino que sería llevado a la sepultura.
Antonio Giustiniani, embajador de Venecia, durante la enfermedad del cardenal.

### Muerte
Murió en Roma en 1502 a los 51 años después de varios días enfermo.  Según la mayoría de sus biógrafos fue envenenado por su asistente Sebastiano Pinzoni, quien se supone que actuó instigado por César Borgia o por Alejandro VI, aunque algunos autores lo ponen en duda, achacando su muerte a unas fiebres. 
Inmediatamente tras su muerte aparecieron en la ciudad numerosos epigramas satíricos criticando su avaricia.
Su cuerpo fue depositado inicialmente en la Basílica de San Pedro y poco después trasladado a Módena y sepultado en la catedral de esta ciudad.  
Su fortuna, estimada en 80.000 ducados de oro y varios beneficios eclesiásticos que rentaban otros 6400 anuales fue a parar a las arcas de la Santa Sede en virtud de un disposición firmada por Ferrari poco antes de morir que contradecía su anterior testamento en el que legaba su patrimonio a sus familiares. 
Su hermano Francesco le sucedió en la diócesis de Módena; la de Capua le fue asignada al cardenal Hipólito de Este. 